# Cryphia nigra
Cryphia nigra là một loài bướm đêm trong họ Noctuidae.